# Cape Fear (promontorio)

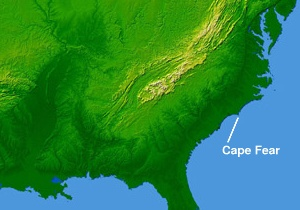
Cape Fear, sulla costa della Carolina del Nord

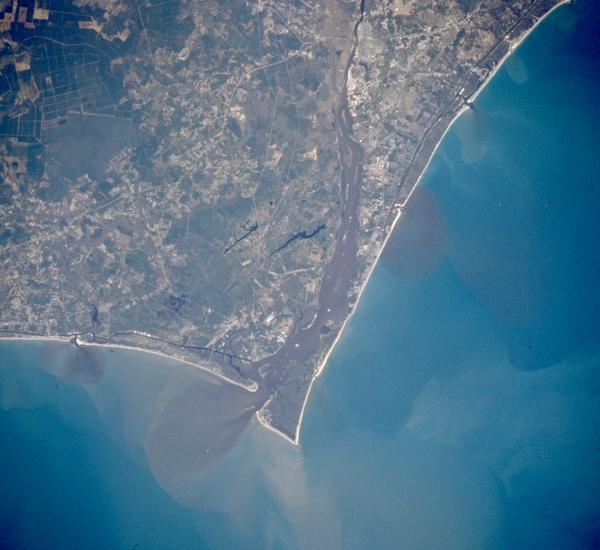
Cape Fear in una foto satellitare della NASA, che mostra l'estuario del fiume Cape Fear

Cape Fear è un importante promontorio che si protende nell'oceano Atlantico da Bald Head Island, sulla costa della Carolina del Nord, nel sud-est degli Stati Uniti d'America. È in gran parte formato da spiagge sbarranti e dalla limacciosa inondazione del fiume Cape Fear mentre drena la costa sud-orientale della Carolina del Nord attraverso un estuario a sud di Wilmington. Cape Fear è formato dall'intersezione di due ampi archi di spiaggia mutevole e bassa, il risultato di correnti lungo la costa che formano anche le infide e mutevoli Frying Pan Shoals, parte del Graveyard of the Atlantic.
Le dune dominate dall'avena marina si trovano dalla linea di galleggiamento della spiaggia superiore alle dune secondarie stabili, dove si mescolano con altre erbe come il cordgrass dei prati salmastri e l'erba del panico, così come la verga d'oro del mare, l'euforbia e altre erbe per formare una prateria stabile tollerante al sale.
L'estuario di Cape Fear drena il più grande spartiacque della Carolina del Nord, contenente il 27% della popolazione dello stato.

## Storia
Giovanni da Verrazzano, l'esploratore italiano partito dalla Francia, approdò a Cape Fear o nelle vicinanze, il 1 marzo 1524, dopo aver attraversato l'Atlantico.
Il nome deriva dalla spedizione del 1585 di Sir Richard Grenville. Navigando verso l'isola di Roanoke, la sua nave si trovò in grave difficoltà dietro il promontorio. Alcuni membri dell'equipaggio temettero il naufragio e diedero origine al nome Cape Fear ("capo della paura"). Si tratta del quinto toponimo inglese più antico sopravvissuto negli Stati Uniti.
Cape Fear fu il luogo di approdo del generale britannico Sir Henry Clinton durante la guerra d'indipendenza americana il 3 maggio 1775.
Il film del 1962 Cape Fear e il suo remake del 1991 erano ambientati a Cape Fear (sebbene nessuno dei due film sia stato girato lì).